# Soulcalibur V
Soulcalibur V (ソウルキャリバーV?, Sourukyaribā Faibu) è il sesto capitolo dell'omonima serie di videogiochi di combattimenti ad incontri della Namco iniziata con Soulcalibur, pubblicato per PlayStation 3 e Xbox 360 nel 2012. In questo capitolo le meccaniche sono state migliorate per risultare più accessibili rispetto ad altri picchiaduro.
Proprio come Soulcalibur IV presenta alcuni pacchetti DLC.

## Trama
1590 d.C. Il Regno di Wolfkrone è in guerra contro il malvagio Nightmare, il Cavaliere Azzurro, e la Soul Edge, la spada maledetta, ad Ostrheinburg; tra i guerrieri è presente Siegfried Schtauffen, detentore della Soul Calibur, la spada dello spirito. I due acerrimi nemici si scontrano, spingendo al limite massimo i poteri delle due spade che aprono un portale per il Caos astrale, un luogo dove finiscono le anime di coloro che hanno perso la loro volontà. Alla fine Sigfried riesce a distruggere Nightmare e la Soul Edge, inaugurando una nuova era di pace.
1607 d.C. Sono passati diciassette anni dalla battaglia tra Soul Edge e Soul Calibur. In Ungheria si sta consumando una guerra sanguinosa a causa dei malfestati, uomini ed esseri corrotti dal potere della Soul Edge. Per contrastare questa minaccia, l'imperatore Rodolfo II incarica un suo fidato subordinato, il Graf Dumas, di sterminare i malfestati; tra i soldati del graf è presente un ragazzo: Patroklos Alexandra, figlio di Sophitia Alexandra, che si è unito all'esercito di Dumas per poter ritrovare sua sorella Pyrrha. Dopo aver liberato un villaggio dai malfestati, su ordine di Dumas, Patroklos si reca a Klausenburg per trovare il "malfestato con la lama ad anello" che aveva rapito sua sorella. Qui viene avvicinato da uno strano individuo, Z.W.E.I., che lo sconfigge evocando lo spirito di un lupo; Z.W.E.I., inoltre, instilla il dubbio in Patroklos riguardo alla sua fiducia rivolta a Dumas, in quanto non gli aveva dato neppure uno straccio di indizio su dove potesse essere sua sorella. Ritornato al castello, Patroklos costringe Dumas a rivelare la verità, il quale rivela il suo disprezzo verso il ragazzo considerandolo solo un "cane". Quando Patroklos cerca di affrontarlo si vede costretto a scontrarsi con Voldo, ora divenuto sicario di Dumas. Sconfitto il misterioso nemico, Patroklos rincontra Z.W.E.I., che lo porta al covo degli Schwarzwind, un gruppo di mercenari che combatte contro i malfestati, guidati dal loro ex leader, Siegfried Schtauffen. Senza dare spiegazioni, Sigfried dà a Patroklos una misteriosa spada cristallina e combatte contro di lui per testarne la forza. Alla fine rivela che la spada è la Soul Calibur, rimasta inattiva fin da quando aveva sconfitto Nightmare, e che ora pare essersi risvegliata cambiando forma; inoltre, offre a Patroklos di unirsi al loro gruppo per poter trovare sua sorella.
Nel frattempo, in un villaggio della Baviera nord-orientale, una ragazza combatte contro dei soldati: si tratta di Pyrrha Alexandra, la quale è costretta a dover fare coppia con l'assassina Tira (che sarebbe la sua rapitrice quando era piccola) per poter sopravvivere. Le vere intenzioni di Tira consistono nel far divenire Pyrrha una malfestata per poterle fare brandire la Soul Edge e portare il caos sul mondo. La ragazza, tuttavia, a causa di tutte queste esperienze terribili ha un forte attacco di shock che la fa svenire.
Intanto Patroklos, in compagnia di Z.W.E.I. e della maga Viola, sorprendono in una foresta Tira, che attira Patroklos in un precedente campo di battaglia dove c'è anche Pyrrha, ancora svenuta. I due lottano fin quando Tira, con fare misterioso, abbandona la battaglia. Patroklos è finalmente felice dopo aver ritrovato sua sorella, ma Viola afferma che dentro di lei risiede un pericolo; Patroklos, tuttavia, rifugge le sue insinuazioni e, insieme a Pyrrha, si dirige alla loro casa ad Atene per poter passare finalmente insieme la loro vita. Lungo il tragitto si imbatto nel nuovo modello di Astaroth e di nuovo in Voldo, e incontrano una misteriosa donna: Ivy Valentine, la quale accenna che esistono altri due armi sacre come Soul Calibur. Arrivati finalmente ad Atene, i due fratelli la trovano devastata dai malfestati. In quel momento, tra le fiamme, appare Dumas, il quale, brandendo la Soul Edge, rivela a tutti la sua vera identità: lui è il nuovo Nightmare, e rivela a Patroklos che coloro che gli aveva ordinato di uccidere non erano malfestati ma esseri umani, perché servivano le loro anime per rafforzare il potere della Soul Edge. Scioccato da questa rivelazione, Patroklos sta per essere distrutto insieme alla Soul Calibur dal nuovo Cavaliere Azzurro quando Pyrrha si fa avanti per proteggerlo; ma a causa di dover combattere ancora, Pyrrha diventa completamente una malfestata e riesce a far indietreggiare Nightmare e a farlo ritirare. Tuttavia, ora che è diventata una malfestata, Pyrrha viene abbandonata anche da Patroklos il quale, non volendo ucciderla, vaga senza meta per l'Europa, riportando la ragazza sotto la terribile ala di Tira.
Tornato al covo degli Schwarwind, Patroklos rivela a Sigfried e Z.W.E.I. quanto è successo. Sigfried vorrebbe che si unisse a loro per poter combattere contro Nightmare e salvare Pyrrha, ma Patroklos, dopo aver avuto una visione di quella che sembra essere sua madre, la quale lo esorta a salvare Pyrrha, vuole andare per la propria strada, e a questo punto Sigfried rivuole indietro la Soul Calibur, in quanto non lo considera più suo degno possessore. Patroklos è restio a restituire la spada, ma viene costretto a combattere contro Z.W.E.I., che lo disarma e gli frantuma lo scudo. Patroklos, spinto sempre di più dal desiderio di salvare sua sorella, si lascia alle spalle il suo dolore e impugna di nuovo la spada dello spirito, la quale cambia ancora forma, e sconfigge Z.W.E.I.; la battaglia, tuttavia, era solo un altro test per spronare Patroklos a non demordere dal suo intento. La visione di sua madre lo informa che per salvare Pyrrha dovrà risvegliare i poteri latenti di Soul Calibur unendola con altri due tesori sacri. Patroklos parte verso Praga per cercare Ivy, la donna che aveva accennato ai tre tesori sacri. Dopo aver messo alla prova Patroklos se è davvero degno di usare la Soul Calibur, Ivy gli rivela che gli altri due tesori sacri sono Kali-Yuga, il bastone di Kilik, e Dvapara-Yuga, la spada di Xianghua. Arrivato nella città di Digione, Patroklos incontra Leixia e Xiba, i nuovi detentori dei due tesori sacri, in compagnia della ninja Natsu e Maxi. Dopo aver affrontato i quattro guerrieri, Patroklos ottiene Kali-Yuga e Dvapara Yuga e, insieme ai suoi nuovi compagni, li porta da Ivy nella sua tenuta. La donna effettua un rituale alchemico grazie al quale Soul Calibur riacquista i suoi pieni poteri. La visione di Sophitia ricompare a Patroklos e lo porta al castello di Dumas, dove, in mezzo alla battaglia tra i malfestati e i vari regni, si trova Pyrrha, divenuta la nuova detentrice di Soul Edge. Patroklos riesce a colpire la sorella, ma la spada dello spirito sembra soltanto averla uccisa. Patroklos capisce che si è lasciato manipolare dalla speranza di salvare sua sorella e, con lo spirito abbattuto, finisce nel Caos astrale. Lì incontra Edge Master, che lo aiuta a ritornare indietro nel tempo per non diventare succube della volontà della Soul Calibur. Patroklos, nel momento culminante del rituale di Ivy, dichiara davanti a sua madre che salverà Pyrrha nel modo che lui considererà più giusto; per tutta risposta, Sophitia sembra abbandonarlo.
Al castello di Dumas, gli eserciti di tutti i regni, compresi gli Schwarzwind, stanno combattendo contro i malfestati. Mentre Sigfried combatte insieme ai suoi uomini, Z.W.E.I. si reca di persona al castello dove affronta Nightmare e, dopo un duro scontro, lo sconfigge gettandolo da un dirupo. Sfortunatamente Z.W.E.I. viene pugnalato alle spalle da Pyrrha e cade anche lui. Incoraggiata da Tira, Pyrrha impugna la Soul Edge, che cambia forma, e diviene totalmente succube della volontà della spada maledetta, aprendo un portale verso il Caos astrale squarciando il cielo. In quel momento, Patroklos arriva e si fa strada fino ad arrivare a sua sorella. I nuovi detentori delle due spade si affrontano senza esclusioni di colpi, finché Patroklos non sferra un colpo che distrugge buona parte della Soul Edge, annullando la sua presa su Pyrrha. Patroklos si appresta a distruggere la spada, ma la Soul Calibur vuole fargli uccidere anche Pyrrha, ma non riuscendoci lo cristallizza. Nel suo subconscio, Patroklos si ritrova insieme a sua madre, scoprendo che si tratta dello spirito della Soul Calibur Elysium, la quale aveva preso le sembianze di Sophitia in quanto considerata una guida per Patroklos, e il suo obbiettivo era quello di distruggere la Soul Edge e i malfestati, cosicché nel mondo sarebbe sorta una nuova utopia. Nel frattempo, Pyrrha, facendo pace con sé stessa, prende la Soul Edge, stavolta senza che la spada maledetta la possegga, e libera Patroklos dalla gabbia di cristallo, il quale, nel frattempo, ha sconfitto Elysium. I due fratelli, insieme, riescono a distruggere le due spade e, finalmente, possono tornare insieme a casa.

## Personaggi
Nuovi:
- Patroklos Alexander
 αlpha Patroklos
- Pyrrha Alexandra
 Ωmega Pyrrha
- Elysium
- Natsu
- Viola
- Xiba
- Yan Leixia
- Z.W.E.I. (+ E.I.N. spirito mannaro)

Crossover:
- Ezio Auditore (serie Assassin's Creed)[8][9]
- Devil Jin (serie Tekken)[10]

Classici:
- Aeon Calcos
- Algol
- Astaroth
- Cervantes de Leon
- Edge Master
- Heishiro Mitsurugi
- Hildegard "Hilde" von Krone
- Isabella "Ivy" Valentine
- Kilik

- Lord Geo Dampierre
- Maxi
- Nightmare
- Raphael Sorel
- Siegfried Schtauffen
- Tira
- Voldo
- Yoshimitsu

## Accoglienza
| Testata                        | Versione | Giudizio |
| ------------------------------ | -------- | -------- |
| Metacritic (media al 10/09/22) | Xbox 360 | 77/100   |
| Metacritic (media al 10/09/22) | PS3      | 81/100   |
| Game Informer                  | Xbox 360 | 85/100   |
| Play Generation                | PS3      | 83/100   |

La rivista Play Generation diede alla versione per PlayStation 3 un punteggio di 83/100, apprezzando il grande editor ed i molti pregi presi dai capitoli precedenti mentre come contro il fatto che nulla spiccasse negli aspetti più rilevanti, trovandolo comunque un picchiaduro notevole che avrebbe mandato su di giri i fan della saga ma che non sarebbe riuscito a raggiungere il livello dei più grandi.